# Harry Potter și Piatra Filozofală (film)
Harry Potter și Piatra Filozofală (engleză Harry Potter and the Philosopher's Stone) este primul film din renumita serie Harry Potter, bazat pe romanul cu același nume al scriitoarei J. K. Rowling care îi are ca protagoniști pe Daniel Radcliffe, Rupert Grint, și Emma Watson. Filmul a fost lansat pe 14 noiembrie 2001.

## Subiect
Filmul este bazat pe primul roman din seria cunoscută de cărți despre Harry Potter scrise de J.K. Rowling, roman apărut și în România, la Editura Egmont Romania.
În pragul împlinirii vârstei de 11 ani, Harry Potter anticipează puțin felul distracției și cadourile pe care i le va face familia Dursley, rudele sale antipatice care l-au luat în custodie după moartea părinților săi și l-au obligat să doarmă în debaraua de sub scări.
Însă în acest an, aniversarea zilei de naștere a lui Harry va fi diferită. O scrisoare misterioasă, scrisă cu o cerneală verde neobișnuită, adresată lui Harry, sosește pe neașteptate însoțită de o bufniță. Harry este surprins și încântat de mesajul curios, însă unchiul său Vernon, îngrozit, distruge scrisoarea înainte ca Harry să o poată citi.
A doua zi, o altă scrisoare și bufniță sosesc, numai pentru a fi aruncate de familia Dursley. Zi de zi, scrisori și bufnițe continuă să sosească la ușa lui Harry până când familia Dursley, de teamă că nu vor mai putea tăinui conținutul corespondenței neobișnuite, ei se mută cu Harry într-o cabană îndepărtată unde au certitudinea că nu mai pot fi găsiți.
Planul lor pare a funcționa când, dintr-odată, o bufnitură puternică le scoate ușa din balamale, apărând în fața lor trupul voluminos al unui uriaș impresionant pe nume Hagrid. Furios pe familia Dursley pentru că au distrus scrisorile și au încercat să ascundă adevărata identitate a nepotului lor, Hagrid dezvăluie secretul care îi va schimba viața lui Harry: el, Harry Potter, este un vrăjitor!
Spre marea sa surprindere, Harry află că scrisorile misterioase sunt invitații pentru el, cu ocazia împlinirii vârstei de 11 ani, să părăsească lumea obișnuită și să se alăture unor copii de vârsta lui cu înzestrări similare la celebra școală Hogwarts de farmece și vrăjitorii.
Hagrid continuă să îi explice lui Harry faptul că părinții săi nu au murit într-un accident de mașină așa cum îi spuseseră în mod repetat rudele sale, ci că au fost de fapt uciși de către un vrăjitor rău care în schimb i-a făcut lui Harry pe frunte o cicatrice în formă de fulger!
Harry este bulversat de aceste destăinuiri despre părinții săi și de invitația la Hogwarts. Cu toate acestea, după ce mai petrece încă o noapte în debaraua de sub scări gândindu-se la viața sa chinuită, el se hotărăște să plece cu Hagrid la gara Londra King’s Cross, unde descoperă peronul secret 9 3/4 și se urcă în Expresul Hogwarts.
În trenul plin de elevi curioși din primul an, Harry se împrietenește cu micii vrăjitori în devenire Hermione Granger și Ron Wesley. Împreună cu noii săi prieteni, Harry pornește în aventura vieții lui la Hogwarts, un loc minunat care a depășit orice închipuire a lui, unde își va descoperi calitățile extraordinare și își va găsi căminul și familia pe care nu le-a avut niciodată.

## Distribuție
- Alan Rickman - Profesorul Severus Snape (Plesneală)

- Bonnie Wright - Ginerva Molly Weasley (Ginny)
- Daniel Radcliffe - Harry James Potter
- David Bradley - Argus Filch
- Emma Watson - Hermione Jean Granger
- Fiona Shaw - Mătușa Petunia Dursley
- Harry Melling - Dudley Dursley
- Ian Hart - Profesorul Quirrell
- John Cleese - Sir Nicholas De Mimsy-Porpington (Nick Aproape-Făr-De-Cap)
- John Hurt - Mr. Ollivander
- Julie Walters - Dna. Weasley
- Katharine Nicholson - Pansy Parkinson
- Maggie Smith - Profesoara Minerva McGonagall
- Matthew Lewis - Neville Longbottom (Poponeață)
- Richard Griffiths - Unchiul Vernon Dursley
- Richard Harris - Directorul Albus Dumbledore
- Robbie Coltrane - Rubeus Hagrid
- Rupert Grint - Ronald Billius Weasley (Ron)
- Tom Felton - Draco Malfoy (Reacredintă)

## Premii, nominalizări
- OSCAR (nominalizare) - Cea mai buna scenografie
- OSCAR (nominalizare) - Cele mai bune costume
- BAFTA (nominalizare) - Cel mai bun rol secundar masculin